# Плющ, Александр Андреевич
Александр Андреевич Плющ (25 августа 1950, село Воронок, Брянская область) — российский военный деятель. Начальник Пензенского артиллерийского инженерного института (1997—2015). Генерал-майор (1998). Заслуженный военный специалист Российской Федерации (2004). Основатель и Президент Федерации Ветеранов тенниса Пензенской области.

## Биография
Родился 25 августа 1950 года в селе Воронок Стародубского района Брянской области.
В 1971 году окончил Тамбовское артиллерийское техническое училище, после окончания которого служил начальником группы в Группе советских войск в Германии.
В 1978-1980 гг. после окончания Пензенского высшего артиллерийского военного училища служил заместителем начальника окружного артиллерийского склада боеприпасов Дальневосточного военного округа.
В 1984 году окончил Ленинградскую военную артиллерийскую академию им. М. И. Калинина.
С 1984 по 1986 гг. работал преподавателем Пензенского высшего артиллерийского военного училища.
С 1986 по 1990 служил в Группе советских войск в Германии начальником артиллерийского склада, затем - начальником артиллерийской базы.
В 1990-1997 гг. командовал войсковыми частями (Валдай, Сердобск).
С 1997 по 2015 гг. - начальник Пензенского артиллерийского инженерного института имени Главного маршала артиллерии Н. Н. Воронова (ПАИИ). За время его руководства учебным заведением, в институте введена в эксплуатацию новая современная казарма, аналогов которой не было на тот момент в Вооруженных Силах РФ, оборудованы учебно-методический и научно-методической комплексы, создана электронная библиотека.
В 2006 г. ПАИИ занял II место в Вооруженных Силах России по физической подготовке, постоянно занимает первые места в Приволжско-Уральском военном округе по легкоатлетическому кроссу, лыжным гонкам и военному пятиборью.
С 2015 по 2024 гг. - генеральный директор АО «Сельская здравница».
Основатель и Президент Федерации Ветеранов Тенниса Пензенской области.

## Научная деятельность
В 2001 г. А. А. Плющ защитил кандидатскую диссертацию. Ему присвоено ученое звание кандидата военных наук. В 2006 г. присвоено ученое звание профессора. Является членом-корреспондентом Академии информатизации образования (2002 г.), советником Российской академии ракетных и артиллерийских наук (2002 г.).
Некоторые труды:
- Плющ А.А. Оптимальное управление техническим состоянием боеприпасов для повышения безопасности объекта их хранения // Вопросы оборонной техники. Серия 16: Технические средства противодействия терроризму. 2013. № 11-12 (65-66). С. 64-69.
- Плющ А.А. Управление безопасностью при проведении работ по уничтожению и утилизации боеприпасов // Вопросы оборонной техники. Серия 16: Технические средства противодействия терроризму. 2013. № 9-10 (63-64). С. 31-34.
- Плющ А.А. Оптимальное управление безопасностью на потенциально опасном объекте при эвакуации боеприпасов обслуживающим персоналом // Известия Российской академии ракетных и артиллерийских наук. 2008. № 2 (58). С. 68-72.
- Плющ А.А. Информатизация образовательного процесса института: состояние и перспективы её дальнейшего развития // Педагогическая информатика. 2005. № 3. С. 22-25.

## Награды
- Заслуженный военный специалист Российской Федерации (2004);
- Орден «За военные заслуги»;
- Орден Почёта;
- Орден «За заслуги перед Пензенской областью» I, II и III степени[5];
- Медаль Жукова;
- Медаль «За безупречную службу» I, II и III степени;
- Медали «За отличие в воинской службе» I и II степени;
- Медаль «За воинскую доблесть»;
- медаль «За укрепление боевого содружества» (Минобороны России);
- медаль «200 лет Министерству обороны»;
- Медаль «За трудовую доблесть»;
- Орден преподобного Сергия Радонежского II степени (РПЦ);
- Орден преподобного Сергия Радонежского III степени (РПЦ);
- Почётный работник высшего профессионального образования Российской Федерации;
- юбилейные медали, награды общественных и ветеранских организаций[6].